# Laurentius Andreae Fahlander Cuprimontanus
Laurentius Andreae Fahlander (Phalander) Cuprimontanus, född ca 1580 i Stora Kopparbergs socken, död 6 feb 1665 i Malungs socken, var en svensk prost och kyrkoherde. 

## Biografi
Fahlander i prästsläkten Fahlander gick troligen i Västerås skola och lär ha läst i Uppsala från och med år 1599. Från år 1606 var Fahlander i Wittenberg och den 5 mars 1608 var han, under ledning av preses Johannes Slekerus, respondent i Rostock på skriften "De materia forma et fine". Samma år blev han prästvigd och förordnad som kaplan i Stora Kopparberget. 1624 utnämndes Fahlander till kyrkoherde i Malungs socken där han stannade till sin död. År 1626 var Fahlander riksdagsman. Fahlander kallades 1639 till vice praepositus i Västerdalarna och blev före 1642 ordinarie prost i Bärke kontrakt som omfattade Västerbergslagen och Västerdalarna.
Från Laurentius Andreae Fahlander stammar adelsätten Edelstam.

## Familj
Fahlander var son till skrädaren Anders Persson på Falan. 
Fahlander var gift första gången senast 1614 med N.N. Vallensdotter (död 1653) och andra gången 1654 med okänd. I första äktenskapet föddes bl.a. sonen Andreas Laurentii Fahlander (1614–1682) som även han var kyrkoherde i Malung.